# Amy Leverenz
Amy Leverenz (* 1951 in Riverside, Kalifornien) ist eine US-amerikanische Sängerin (Dramatischer Sopran).

## Leben
Nach einem Medizinstudium in den USA studierte Leverenz ab 1972 Gesang bei Karl Tuttner an der Hochschule für Musik und darstellende Kunst in Wien. Im Mittelpunkt ihres Repertoires stehen zeitgenössische Musik, Jazz und Rock. Von 1973 bis 1978 war sie Mitglied des Ensemble Contraste für zeitgenössische Musik, außerdem von 1976 bis 1978 Gastsolistin des Arnold Schoenberg Chores. Nach und neben Konzertreisen Anfang der 1980er Jahre mit Musikern und Bands wie Udo Jürgens, Band, Drahdiwaberl, Hansi Lang und Milva wandte sich Leverenz zunehmend eigenen Projekten zu.
Mit dem Pianisten Olaf Joksch gab sie in den 1980er Jahren in Frankfurt und Offenbach Kleinkunstabende (u. a. (K)ein Liederabend – Liederbissen von Bach bis Zappa im Theater am Turm 1985–1986 und 500 Jahre Filmmusik in der Alten Oper 1986–1988). Im Theater am Kurfürstendamm gab sie 1980–1981 120 Vorstellungen Sie singen unser Lied, in den Berliner Kammerspielen trat sie 1981 50 Mal in Großstadtkinder auf und mit der Tourneetruppe der Kleinen Oper Bad Homburg führte sie in der Rolle des Max mehr als einhundert Mal die Kinder-Opernrevue Max und Moritz auf.
Als eigene Projekte realisierte sie u. a. Staffellauf im Wespennest (1987), eine Vorstellung mit Gesang und Pantomime mit Olaf Joksch, die Operetten-Talkshow Lieber reich aber glücklich (1995) mit dem Schauspieler Peter Bauer und der Pianistin Elisabeth Süsser und die multimedialen Concerti Piccoli zum 100. Geburtstag von Marie Luise Kaschnitz (2001) mit Peter Bauer und Heike Michaelis und Kompositionen von Alberto Mompellio, Piero Milesi und Erik Freitag.
In mehreren Programmen trat Leverenz mit dem Jazzgitarristen Markus Fleischer auf, so Dreamers and Jokers – Jazz-Standards aus Musical und Film (2005–2007), Brecht: Happy End? (2006) und Stilwechsel – Kammerrock (seit 2009). Für den Komponisten René Staar schrieb sie die Libretti zu Fortunes Of War (1997, über Al Capone) und The Gypsy Boy (1998, über Federico García Lorca).
Seit 1986 gibt Leverenz Gesangsunterricht. Von 1994 bis 2002 unterrichtete sie an der von ihr mitbegründeten Scream Factory in Frankfurt, seit 2002 ist sie Lehrbeauftragte für Gesang an der Hochschule für Musik und Darstellende Kunst Frankfurt am Main. Privaten Gesangsunterricht bei ihr nahmen u. a. Xavier Naidoo, Sabrina Setlur, Sebastian Hämer, Christine Kaufmann, Bela B., Nadja Benaissa, Kevin Russell, Stephan Weidner, Lisa Da Costa und Beukes Willemsen.